# Lista de episódios de American Horror Story
A seguir se apresenta a lista de episódios de American Horror Story, uma série de televisão antológica em que cada temporada conta uma história diferente, com personagens distintos, porém, interpretados pelos mesmos atores. Cada temporada possui uma história com "começo, meio e fim". American Horror Story é uma série de terror, antologia, sobrenatural e thriller erótico transmitida no canal de televisão FX nos Estados Unidos. Desenvolvida por Ryan Murphy e Brad Falchuk, a série têm seu elenco principal constituído por diversos atores. Eles são: Jessica Lange, Evan Peters, Sarah Paulson, Lily Rabe, Frances Conroy, Denis O'Hare, Angela Bassett, Kathy Bates, entre outros, que interpretam vários personagens ao longo das temporadas.
O primeiro episódio, "Pilot", foi emitido na noite de 5 de outubro de 2011 e foi assistido por 3.18 milhões de telespectadores, um número ótimo para uma estreia de série. Os episódios seguintes também não decepcionaram a nível de audiência, o que garantiu a série uma renovação para uma segunda temporada. Um dos fatores que deram um ótimo reconhecimento para a série foi a ampla aclamação pela crítica especialista, uma vez que recebeu uma avaliação de 62/100 do site agregador de arte Metacritic.

## Resumo
| Temporada | Temporada | Título         | Episódios | Episódios | Originalmente exibido  | Originalmente exibido  |
| Temporada | Temporada | Título         | Episódios | Episódios | Estreia da temporada   | Final da temporada     |
| --------- | --------- | -------------- | --------- | --------- | ---------------------- | ---------------------- |
|           | 1         | Murder House   | 12        | 12        | 5 de outubro de 2011   | 21 de dezembro de 2011 |
|           | 2         | Asylum         | 13        | 13        | 17 de outubro de 2012  | 23 de janeiro de 2013  |
|           | 3         | Coven          | 13        | 13        | 9 de outubro de 2013   | 29 de janeiro de 2014  |
|           | 4         | Freak Show     | 13        | 13        | 8 de outubro de 2014   | 21 de janeiro de 2015  |
|           | 5         | Hotel          | 12        | 12        | 7 de outubro de 2015   | 13 de janeiro de 2016  |
|           | 6         | Roanoke        | 10        | 10        | 14 de setembro de 2016 | 16 de novembro de 2016 |
|           | 7         | Cult           | 11        | 11        | 5 de setembro de 2017  | 14 de novembro de 2017 |
|           | 8         | Apocalypse     | 10        | 10        | 12 de setembro de 2018 | 14 de novembro de 2018 |
|           | 9         | 1984           | 9         | 9         | 18 de setembro de 2019 | 13 de novembro de 2019 |
|           | 10        | Double Feature | 10        | 10        | 25 de agosto de 2021   | 20 de outubro de 2021  |
|           | 11        | NYC            | 10        | 10        | 19 de outubro de 2022  | 16 de novembro de 2022 |

## Episódios

### 1ª temporada:Murder House(2011)
| N.º na série | N.º na temp. | Título                                         | Dirigido por        | Escrito por                | Exibição original      | Audiência (milhões) |
| ------------ | ------------ | ---------------------------------------------- | ------------------- | -------------------------- | ---------------------- | ------------------- |
| 1            | 1            | "Pilot" "(Piloto)"                             | Ryan Murphy         | Ryan Murphy & Brad Falchuk | 5 de outubro de 2011   | 3.18                |
| 2            | 2            | "Home Invasion" "(Invasão Domiciliar)"         | Alfonso Gomez-Rejon | Ryan Murphy & Brad Falchuk | 12 de outubro de 2011  | 2.46                |
| 3            | 3            | "Murder House" "(A Casa dos Assassinatos)"     | Bradley Buecker     | Jennifer Salt              | 19 de outubro de 2011  | 2.59                |
| 4            | 4            | "Halloween (Part 1)" "(Halloween (Parte 1))"   | David Semel         | James Wong                 | 26 de outubro de 2011  | 2.96                |
| 5            | 5            | "Halloween (Part 2)" "(Halloween (Parte 2))"   | David Semel         | Tim Minear                 | 2 de novembro de 2011  | 2.74                |
| 6            | 6            | "Piggy Piggy" "(Porquinho, Porquinho)"         | Michael Uppendahl   | Jessica Sharzer            | 9 de novembro de 2011  | 2.83                |
| 7            | 7            | "Open House" "(Casa Aberta)"                   | Tim Hunter          | Brad Falchuk               | 16 de novembro de 2011 | 3.06                |
| 8            | 8            | "Rubber Man" "(O Homem de Borracha)"           | Miguel Arteta       | Ryan Murphy                | 23 de novembro de 2011 | 2.81                |
| 9            | 9            | "Spooky Little Girl" "(Garotinha Assustadora)" | John Scott          | Jennifer Salt              | 30 de novembro de 2011 | 2.85                |
| 10           | 10           | "Smoldering Children" "(Crianças Fumegantes)"  | Michael Lehmann     | James Wong                 | 7 de dezembro de 2011  | 2.54                |
| 11           | 11           | "Birth" "(O Nascimento)"                       | Alfonso Gomez-Rejon | Tim Minear                 | 14 de dezembro de 2011 | 2.59                |
| 12           | 12           | "Afterbirth" "(Após o Nascimento)"             | Bradley Buecker     | Jessica Sharzer            | 21 de dezembro de 2011 | 3.22                |

### 2ª temporada:Asylum(2012–2013)
| N.º na série | N.º na temp. | Título                                                        | Dirigido por        | Escrito por     | Exibição original      | Audiência (milhões) |
| ------------ | ------------ | ------------------------------------------------------------- | ------------------- | --------------- | ---------------------- | ------------------- |
| 13           | 1            | "Welcome to Briarcliff" "(Bem-Vindo à Briarcliff)"            | Bradley Buecker     | Tim Minear      | 17 de outubro de 2012  | 3.85                |
| 14           | 2            | "Tricks and Treats" "(Truques e Guloseimas)"                  | Bradley Buecker     | James Wong      | 24 de outubro de 2012  | 3.06                |
| 15           | 3            | "Nor'easter" "(Nor'easter)"                                   | Michael Uppendahl   | Jennifer Salt   | 31 de outubro de 2012  | 2.47                |
| 16           | 4            | "I Am Anne Frank (Part 1)" "(Eu Sou Anne Frank (Parte 1))"    | Michael Uppendahl   | Jessica Sharzer | 7 de novembro de 2012  | 2.65                |
| 17           | 5            | "I Am Anne Frank (Part 2)" "(Eu Sou Anne Frank (Parte 2))"    | Alfonso Gomez-Rejon | Brad Falchuk    | 14 de novembro de 2012 | 2.78                |
| 18           | 6            | "The Origins of Monstrosity" "(As Origens da Monstruosidade)" | David Semel         | Ryan Murphy     | 21 de novembro de 2012 | 1.89                |
| 19           | 7            | "Dark Cousin" "(O Primo das Trevas)"                          | Michael Rymer       | Tim Minear      | 28 de novembro de 2012 | 2.27                |
| 10           | 8            | "Unholy Night" "(Noite Profana)"                              | Michael Lehmann     | James Wong      | 5 de dezembro de 2012  | 2.36                |
| 21           | 9            | "The Coat Hanger" "(O Cabide)"                                | Jeremy Podeswa      | Jennifer Salt   | 12 de dezembro de 2012 | 2.22                |
| 22           | 10           | "The Name Game" "(O Jogo do Nome)"                            | Michael Lehmann     | Jessica Sharzer | 2 de janeiro de 2013   | 2.21                |
| 23           | 11           | "Spilt Milk" "(Leite Derramado)"                              | Alfonso Gomez-Rejon | Brad Falchuk    | 9 de janeiro de 2013   | 2.51                |
| 24           | 12           | "Continuum" "(Continuidade)"                                  | Craig Zisk          | Ryan Murphy     | 16 de janeiro de 2013  | 2.30                |
| 25           | 13           | "Madness Ends" "(O Fim da Loucura)"                           | Alfonso Gomez-Rejon | Tim Minear      | 23 de janeiro de 2013  | 2.29                |

### 3ª temporada:Coven(2013–2014)
| N.º na série | N.º na temp. | Título                                                                         | Dirigido por        | Escrito por                | Exibição original      | Audiência (milhões) |
| ------------ | ------------ | ------------------------------------------------------------------------------ | ------------------- | -------------------------- | ---------------------- | ------------------- |
| 26           | 1            | "Bitchcraft" "(A Dominadora)"                                                  | Alfonso Gomez-Rejon | Ryan Murphy & Brad Falchuk | 9 de outubro de 2013   | 5.54                |
| 27           | 2            | "Boy Parts" "(As Partes do Garoto)"                                            | Michael Rymer       | Tim Minear                 | 16 de outubro de 2013  | 4.51                |
| 28           | 3            | "The Replacements" "(As Substituições)"                                        | Alfonso Gomez-Rejon | James Wong                 | 23 de outubro de 2013  | 3.78                |
| 29           | 4            | "Fearful Pranks Ensue" "(Brincadeiras Assustadoras)"                           | Michael Uppendahl   | Jennifer Salt              | 30 de outubro de 2013  | 3.71                |
| 30           | 5            | "Burn, Witch. Burn!" "(Queime, Bruxa. Queime!)"                                | Jeremy Podeswa      | Jessica Sharzer            | 6 de novembro de 2013  | 3.80                |
| 31           | 6            | "The Axeman Cometh" "(A Vinda do Homem do Machado)"                            | Michael Uppendahl   | Douglas Petrie             | 13 de novembro de 2013 | 4.16                |
| 32           | 7            | "The Dead" "(O Morto)"                                                         | Bradley Buecker     | Brad Falchuk               | 20 de novembro de 2013 | 4.00                |
| 33           | 8            | "The Sacred Taking" "(O Ritual Sagrado)"                                       | Bradley Buecker     | Brad Falchuk               | 4 de dezembro de 2013  | 4.07                |
| 34           | 9            | "Head" "(Cabeça)"                                                              | Howard Deutch       | Tim Minear                 | 11 de dezembro de 2013 | 3.94                |
| 35           | 10           | "The Magical Delights of Stevie Nicks" "(Os Prazeres Mágicos de Stevie Nicks)" | Alfonso Gomez-Rejon | James Wong                 | 8 de janeiro de 2014   | 3.49                |
| 36           | 11           | "Protect the Coven" "(Protejam o Clã)"                                         | Bradley Buecker     | Jennifer Salt              | 15 de janeiro de 2014  | 3.46                |
| 37           | 12           | "Go to Hell" "(Vá Para o Inferno)"                                             | Alfonso Gomez-Rejon | Jessica Sharzer            | 22 de janeiro de 2014  | 3.35                |
| 38           | 13           | "The Seven Wonders" "(As Sete Maravilhas)"                                     | Alfonso Gomez-Rejon | Douglas Petrie             | 29 de janeiro de 2014  | 4.24                |

### 4ª temporada:Freak Show(2014–2015)
| N.º na série | N.º na temp. | Título                                                         | Dirigido por        | Escrito por                | Exibição original      | Audiência (milhões) |
| ------------ | ------------ | -------------------------------------------------------------- | ------------------- | -------------------------- | ---------------------- | ------------------- |
| 39           | 1            | "Monsters Among Us" "(Monstros Entre Nós)"                     | Ryan Murphy         | Ryan Murphy & Brad Falchuk | 8 de outubro de 2014   | 6,13                |
| 40           | 2            | "Massacres and Matinees" "(Massacres e Matinês)"               | Alfonso Gomez-Rejon | Tim Minear                 | 15 de outubro de 2014  | 4,53                |
| 41           | 3            | "Edward Mordrake (Part 1)" "(Edward Mordrake (Parte 1))"       | Michael Uppendahl   | James Wong                 | 22 de outubro de 2014  | 4,44                |
| 42           | 4            | "Edward Mordrake (Part 2)" "(Edward Mordrake (Parte 2))"       | Howard Deutch       | Jennifer Salt              | 29 de outubro de 2014  | 4,51                |
| 43           | 5            | "Pink Cupcakes" "(Cupcakes Cor-de-Rosa)"                       | Michael Uppendahl   | Jessica Sharzer            | 5 de novembro de 2014  | 4,22                |
| 44           | 6            | "Bullseye" "(Alvo)"                                            | Howard Deutch       | John J. Gray               | 12 de novembro de 2014 | 3,65                |
| 45           | 7            | "Test of Strength" "(Teste de Força)"                          | Anthony Hemingway   | Crystal Liu                | 19 de novembro de 2014 | 3,91                |
| 46           | 8            | "Blood Bath" "(Banho de Sangue)"                               | Bradley Buecker     | Ryan Murphy                | 3 de dezembro de 2014  | 3,30                |
| 47           | 9            | "Tupperware Party Massacre" "(O Massacre de Tupperware Party)" | Loni Peristere      | Brad Falchuk               | 10 de dezembro de 2014 | 3,07                |
| 48           | 10           | "Orphans" "(Órfãos)"                                           | Bradley Buecker     | James Wong                 | 17 de dezembro de 2014 | 2,99                |
| 49           | 11           | "Magical Thinking" "(Pensamento Mágico)"                       | Michael Goi         | Jennifer Salt              | 7 de janeiro de 2015   | 3,11                |
| 50           | 12           | "Show Stoppers" "(Os Tampões do Show)"                         | Loni Peristere      | Jessica Sharzer            | 14 de janeiro de 2015  | 2,94                |
| 51           | 13           | "Curtain Call" "(A Chamada da Cortina)"                        | Bradley Buecker     | John J. Gray               | 21 de janeiro de 2015  | 3,27                |

### 5ª temporada:Hotel(2015–2016)
| N.º na série | N.º na temp. | Título                                                            | Dirigido por      | Escrito por                | Exibição original      | Audiência (milhões) |
| ------------ | ------------ | ----------------------------------------------------------------- | ----------------- | -------------------------- | ---------------------- | ------------------- |
| 52           | 1            | "Checking In" "(Fazendo Check-In)"                                | Ryan Murphy       | Ryan Murphy & Brad Falchuk | 7 de outubro de 2015   | 5.81                |
| 53           | 2            | "Chutes and Ladders" "(Calhas e Escadas)"                         | Bradley Buecker   | Tim Minear                 | 14 de outubro de 2015  | 4.06                |
| 54           | 3            | "Mommy" "(Mamãe)"                                                 | Bradley Buecker   | James Wong                 | 21 de outubro de 2015  | 3.20                |
| 55           | 4            | "Devil's Night" "(A Noite do Diabo)"                              | Loni Peristere    | Jennifer Salt              | 28 de outubro de 2015  | 3.04                |
| 56           | 5            | "Room Service" "(Serviço de Quarto)"                              | Michael Goi       | Ned Martel                 | 4 de novembro de 2015  | 2.87                |
| 57           | 6            | "Room 33" "(Quarto 33)"                                           | Loni Peristere    | John J. Gray               | 11 de novembro de 2015 | 2.64                |
| 58           | 7            | "Flicker" "(Cintilação)"                                          | Michael Goi       | Crystal Liu                | 18 de novembro de 2015 | 2.64                |
| 59           | 8            | "The Ten Commandments Killer" "(O Assassino dos Dez Mandamentos)" | Loni Peristere    | Ryan Murphy                | 2 de dezembro de 2015  | 2.31                |
| 60           | 9            | "She Wants Revenge" "(Ela Quer Vingança)"                         | Michael Uppendahl | Brad Falchuck              | 9 de dezembro de 2015  | 2.14                |
| 61           | 10           | "She Gets Revenge" "(Ela Consegue Vingança)"                      | Bradley Buecker   | James Wong                 | 16 de dezembro de 2015 | 1.85                |
| 62           | 11           | "Battle Royale" "(Batalha Real)"                                  | Michael Uppendahl | Ned Martel                 | 6 de janeiro de 2016   | 1.84                |
| 63           | 12           | "Be Our Guest" "(Seja Nosso Convidado)"                           | Bradley Buecker   | John J. Gray               | 13 de janeiro de 2016  | 2.24                |

### 6ª temporada:Roanoke(2016)
| N.º na série | N.º na temp. | Título                       | Dirigido por          | Escrito por                | Exibição original      | Audiência (milhões) |
| ------------ | ------------ | ---------------------------- | --------------------- | -------------------------- | ---------------------- | ------------------- |
| 64           | 1            | "Chapter 1" "(Capítulo 1)"   | Bradley Buecker       | Ryan Murphy & Brad Falchuk | 14 de setembro de 2016 | 5.14                |
| 65           | 2            | "Chapter 2" "(Capítulo 2)"   | Michael Goi           | Tim Minear                 | 21 de setembro de 2016 | 3.27                |
| 66           | 3            | "Chapter 3" "(Capítulo 3)"   | Jennifer Lynch        | James Wong                 | 28 de setembro de 2016 | 3.08                |
| 67           | 4            | "Chapter 4" "(Capítulo 4)"   | Marita Grabiak        | John J. Gray               | 5 de outubro de 2016   | 2.83                |
| 68           | 5            | "Chapter 5" "(Capítulo 5)"   | Nelson Cragg          | Akela Cooper               | 12 de outubro de 2016  | 2.82                |
| 69           | 6            | "Chapter 6" "(Capítulo 6)"   | Angela Bassett        | Ned Martel                 | 19 de outubro de 2016  | 2.48                |
| 70           | 7            | "Chapter 7" "(Capítulo 7)"   | Elodie Keene          | Crystal Liu                | 26 de outubro de 2016  | 2.62                |
| 71           | 8            | "Chapter 8" "(Capítulo 8)"   | Gwyneth Horder-Payton | Todd Kubrak                | 2 de novembro de 2016  | 2.20                |
| 72           | 9            | "Chapter 9" "(Capítulo 9)"   | Alexis Korycinski     | Tim Minear                 | 9 de novembro de 2016  | 2.43                |
| 73           | 10           | "Chapter 10" "(Capítulo 10)" | Bradley Buecker       | Ryan Murphy & Brad Falchuk | 16 de novembro de 2016 | 2.45                |

### 7ª temporada:Cult(2017)
| N.º na série | N.º na temp. | Título                                                                                             | Dirigido por          | Escrito por                | Exibição original      | Audiência (milhões) |
| ------------ | ------------ | -------------------------------------------------------------------------------------------------- | --------------------- | -------------------------- | ---------------------- | ------------------- |
| 74           | 1            | "Election Night" "(Noite de Eleição)"                                                              | Bradley Buecker       | Ryan Murphy & Brad Falchuk | 5 de setembro de 2017  | 3.93                |
| 75           | 2            | "Don't Be Afraid of the Dark" "(Não Tenha Medo do Escuro)"                                         | Liza Johnson          | Tim Minear                 | 12 de setembro de 2017 | 2.38                |
| 76           | 3            | "Neighbors from Hell" "(Vizinhos Infernais)"                                                       | Gwyneth Horder-Payton | James Wong                 | 19 de setembro de 2017 | 2.25                |
| 77           | 4            | "11/9" "(9/11)"                                                                                    | Gwyneth Horder-Payton | John J. Gray               | 26 de setembro de 2017 | 2.13                |
| 78           | 5            | "Holes" "(Buracos)"                                                                                | Maggie Kiley          | Crystal Liu                | 3 de outubro de 2017   | 2.20                |
| 79           | 6            | "Mid-Western Assassin" "(Assassinato do Meio-Oeste)"                                               | Bradley Buecker       | Todd Kubrak                | 10 de outubro de 2017  | 2.15                |
| 80           | 7            | "Valerie Solanas Died for Your Sins: Scumbag" "(Valerie Solanas Morreu por Seus Pecados: Escória)" | Rachel Goldberg       | Crystal Liu                | 17 de outubro de 2017  | 2.07                |
| 81           | 8            | "Winter of Our Discontent" "(O Inverno da Nossa Desesperança)"                                     | Barbara Brown         | Joshua Green               | 24 de outubro de 2017  | 2.06                |
| 82           | 9            | "Drink the Kool-Aid" "(Acredite Cegamente)"                                                        | Angela Bassett        | Adam Penn                  | 31 de outubro de 2017  | 1.48                |
| 83           | 10           | "Charles (Manson) in Charge" "(Charles (Manson) no Comando)"                                       | Bradley Buecker       | Ryan Murphy & Brad Falchuk | 7 de novembro de 2017  | 1.82                |
| 84           | 11           | "Great Again" "(Grande Outra Vez)"                                                                 | Jennifer Lynch        | Tim Minear                 | 14 de novembro de 2017 | 1.97                |

### 8ª temporada:Apocalypse(2018)
| N.º na série | N.º na temp. | Título                                                       | Dirigido por          | Escrito por                | Exibição original      | Audiência (milhões) |
| ------------ | ------------ | ------------------------------------------------------------ | --------------------- | -------------------------- | ---------------------- | ------------------- |
| 85           | 1            | "The End" "(O Fim)"                                          | Bradley Buecker       | Ryan Murphy & Brad Falchuk | 12 de setembro de 2018 | 3.08                |
| 86           | 2            | "The Morning After" "(A Manhã Seguinte)"                     | Jennifer Lynch        | James Wong                 | 19 de setembro de 2018 | 2.21                |
| 87           | 3            | "Forbidden Fruit" "(O Fruto Proibido)"                       | Loni Peristere        | Manny Coto                 | 26 de setembro de 2018 | 1.95                |
| 88           | 4            | "Could It Be... Satan?" "(Seria o... Satanás?)"              | Sheree Folkson        | Tim Minear                 | 3 de outubro de 2018   | 2.02                |
| 89           | 5            | "Boy Wonder" "(O Garoto Excepcional)"                        | Gwyneth Horder-Payton | John J. Gray               | 10 de outubro de 2018  | 2.12                |
| 90           | 6            | "Return to Murder House" "(Retorno à Casa dos Assassinatos)" | Sarah Paulson         | Crystal Liu                | 17 de outubro de 2018  | 2.01                |
| 91           | 7            | "Traitor" "(Traidor)"                                        | Jennifer Lynch        | Adam Penn                  | 24 de outubro de 2018  | 1.85                |
| 92           | 8            | "Sojourn" "(Estadia)"                                        | Bradley Buecker       | Josh Green                 | 31 de outubro de 2018  | 1.63                |
| 93           | 9            | "Fire and Reign" "(Fogo e Reinado)"                          | Jennifer Arnold       | Asha Michelle Wilson       | 7 de novembro de 2018  | 1.65                |
| 94           | 10           | "Apocalypse Then" "(O Apocalipse Antes)"                     | Bradley Buecker       | Ryan Murphy & Brad Falchuk | 14 de novembro de 2018 | 1.83                |

### 9ª temporada:1984(2019)
| N.º na série | N.º na temp. | Título              | Dirigido por          | Escrito por                | Exibição original      | Audiência (milhões) |
| ------------ | ------------ | ------------------- | --------------------- | -------------------------- | ---------------------- | ------------------- |
| 95           | 1            | "Camp Redwood"      | Bradley Buecker       | Ryan Murphy & Brad Falchuk | 18 de setembro de 2019 | 2.13                |
| 96           | 2            | "Mr. Jingles"       | John J. Gray          | Tim Minear                 | 25 de setembro de 2019 | 1.49                |
| 97           | 3            | "Slashdance"        | Mary Wigmore          | James Wong                 | 2 de outubro de 2019   | 1.34                |
| 98           | 4            | "True Killers"      | Jennifer Lynch        | Jay Beattie                | 9 de outubro de 2019   | 1.29                |
| 99           | 5            | "Red Dawn"          | Gwyneth Horder-Payton | Dan Dworkin                | 16 de outubro de 2019  | 1.09                |
| 100          | 6            | "Episode 100"       | Loni Peristere        | Ryan Murphy & Brad Falchuk | 23 de outubro de 2019  | 1.35                |
| 101          | 7            | "The Lady in White" | Liz Friedlander       | John J. Gray               | 30 de outubro de 2019  | 1.05                |
| 102          | 8            | "Rest in Pieces"    | Gwyneth Horder-Payton | Adam Penn                  | 6 de novembro de 2019  | 1.05                |
| 103          | 9            | "Final Girl"        | John J. Gray          | Crystal Liu                | 13 de novembro de 2019 | 1.08                |

## Gráfico de audiência
| Temporada | Temporada      | Ep. 1 | Ep. 2 | Ep. 3 | Ep. 4 | Ep. 5 | Ep. 6 | Ep. 7 | Ep. 8 | Ep. 9 | Ep. 10 | Ep. 11 | Ep. 12 | Ep. 13 |
| --------- | -------------- | ----- | ----- | ----- | ----- | ----- | ----- | ----- | ----- | ----- | ------ | ------ | ------ | ------ |
|           | Murder House   | 3.18  | 2.46  | 2.59  | 2.96  | 2.74  | 2.83  | 3.06  | 2.81  | 2.85  | 2.54   | 2.59   | 3.22   | N/A    |
|           | Asylum         | 3.85  | 3.06  | 2.47  | 2.65  | 2.78  | 1.89  | 2.27  | 2.36  | 2.22  | 2.21   | 2.51   | 2.30   | 2.29   |
|           | Coven          | 5.54  | 4.51  | 3.78  | 3.71  | 3.80  | 4.16  | 4.00  | 4.07  | 3.94  | 3.49   | 3.46   | 3.35   | 4.24   |
|           | Freak Show     | 6.13  | 4.53  | 4.44  | 4.51  | 4.22  | 3.65  | 3.91  | 3.30  | 3.07  | 2.99   | 3.11   | 2.94   | 3.27   |
|           | Hotel          | 5.81  | 4.06  | 3.20  | 3.04  | 2.87  | 2.64  | 2.64  | 2.31  | 2.14  | 1.85   | 1.84   | 2.24   | N/A    |
|           | Roanoke        | 5.14  | 3.27  | 3.08  | 2.83  | 2.82  | 2.48  | 2.62  | 2.20  | 2.43  | 2.45   | N/A    | N/A    | N/A    |
|           | Cult           | 3.93  | 2.38  | 2.25  | 2.13  | 2.20  | 2.15  | 2.07  | 2.06  | 1.48  | 1.82   | 1.97   | N/A    | N/A    |
|           | Apocalypse     | 3.08  | 2.21  | 1.95  | 2.02  | 2.12  | 2.01  | 1.85  | 1.63  | 1.65  | 1.83   | N/A    | N/A    | N/A    |
|           | 1984           | 2.13  | 1.49  | 1.34  | 1.29  | 1.09  | 1.35  | 1.05  | 1.05  | 1.08  | N/A    | N/A    | N/A    | N/A    |
|           | Double Feature | 0.93  | 0.58  | 0.70  | 0.61  | 0.64  | 0.73  | 0.69  | 0.48  | 0.58  | 0.58   | N/A    | N/A    | N/A    |